# Geothermiekraftwerke in El Salvador
Die Geothermiekraftwerke in El Salvador befinden sich an zwei Standorten in Ahuachapan und Berlin. An beiden Orten werden Geothermiekraftwerke betrieben, die derzeit rund 204,4 MW installierte Leistung aufweisen und damit rund 25 Prozent des landesweiten Strombedarfs in das öffentliche Stromnetz einspeisen (Stand Mai 2013).

## Geschichte
Betreiber der Kraftwerke ist das ehemals staatliche Unternehmen LaGeo. Beide Hochenthalpie-Lagerstätten befinden sich in ehemals aktiven Vulkanregionen in El Salvador. Dort ist mehrere hundert Grad heißes Wasser in geringer Tiefe vorhanden. Der geschlossene Kreislauf im Zirkulationssystem steht so unter Druck, dass ein Sieden des eingepressten Wassers verhindert wird und der Dampf erst an der Turbine entsteht (Entspannungsverdampfung).

### Central Geotérmica de Ahuachapan
Mit dem 95-MW-Kraftwerk nahe der Stadt Ahuachapan begann im Jahre 1975 die industrielle Stromerzeugung aus Geothermie in El Salvador.

### Central Geotérmica de Berlín

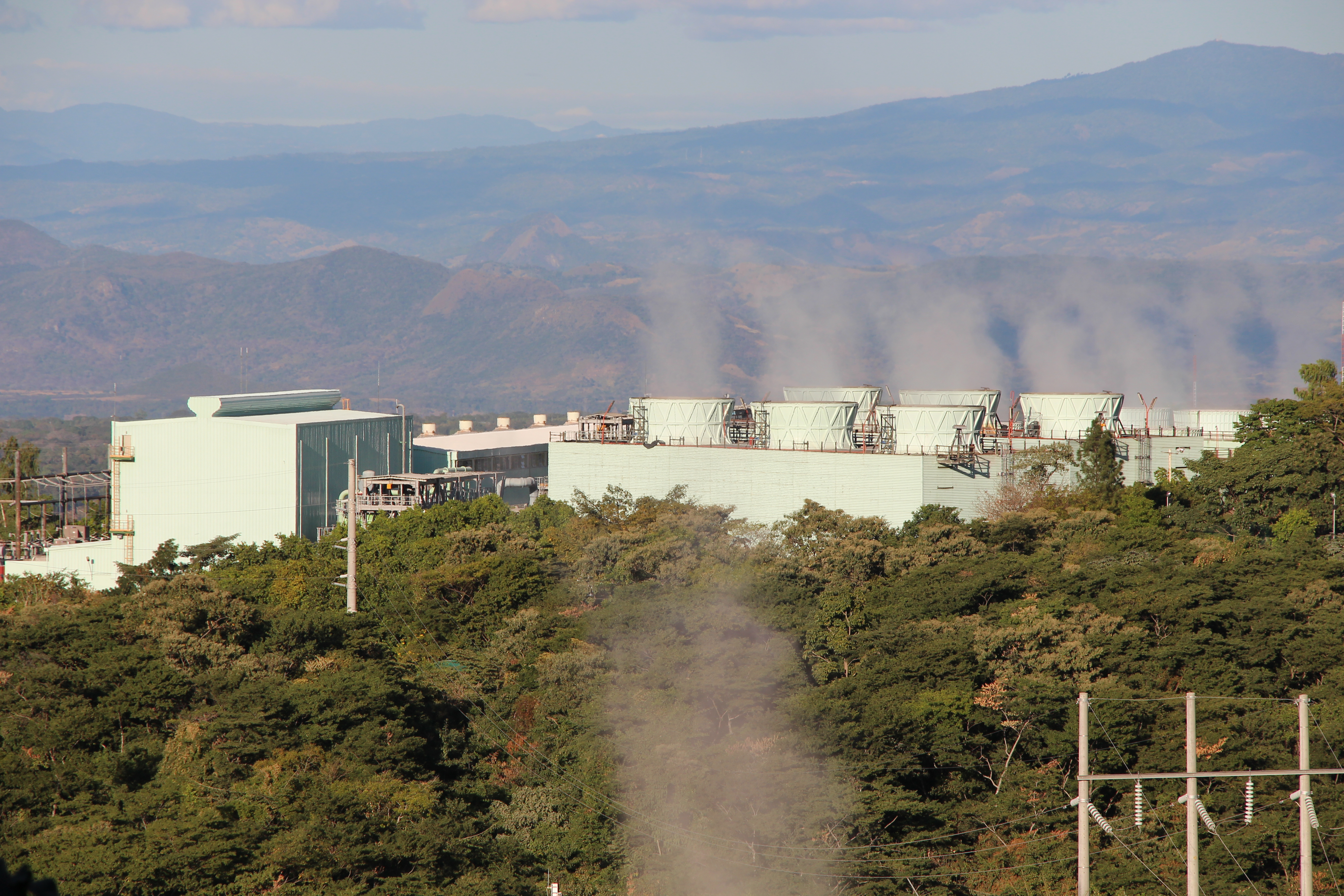
Central Geotérmica de Berlín

Im Jahr 1992 wurde das Kraftwerk in Berlin mit 56,2 MW in Betrieb genommen. 2007 wurde es um 44 MW und 2009 um weitere 9,2 MW erweitert, so dass der Standort Berlin heute eine Erzeugerkapazität von 109,4 MW hat. Diese Anlage befindet sich im Gebiet des erloschenen Vulkans Pelón. In nur 1200 Metern Tiefe sind große Mengen 330 Grad heißen Wassers vorhanden.

## Planung

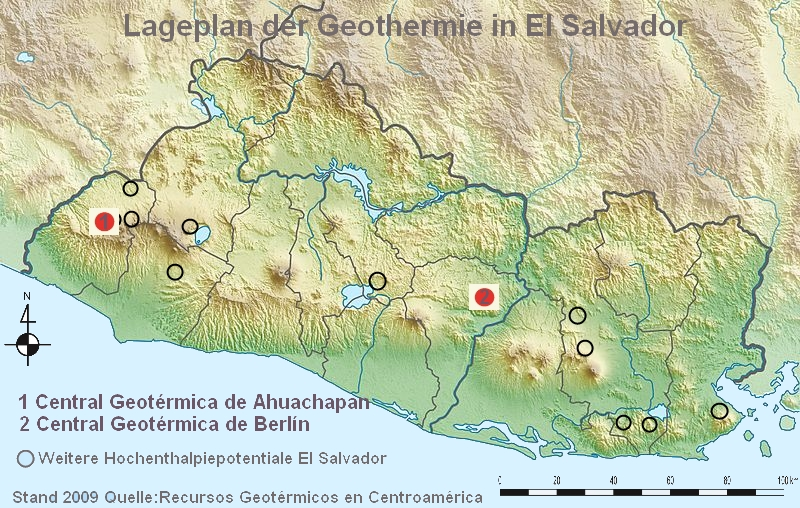

Weitere Hochenthalpiepotenziale werden zurzeit in San Vicente und Chinameca erschlossen. Insgesamt wurden 12 Bohrungen mit einer Brunnentiefe zwischen 1100 und 2600 Meter landesweit niedergebracht. LaGeo ist für die Entwicklung der Geothermie im Land El Salvador verantwortlich. Die Abbildung zeigt die Lage der bestehenden Kraftwerke sowie das Potenzial der 12 Bereiche mit hoher Erdwärme die zur Stromproduktion geeignet sind. Unter diesen 12 Stellen in El Salvador befindet sich das Magma relativ dicht unter der Oberfläche. Dieses heiße Magma erhöht hier die Temperatur des Erdreiches so weit, dass eine wirtschaftliche Nutzung der Erdwärme möglich ist.
| Messort mit hoher Erdwärme | Temperatur (Durchschnitt in °C) | Nutzung/Leistung              | Lage                            |
| -------------------------- | ------------------------------- | ----------------------------- | ------------------------------- |
| Ahuachapan                 | 233 ± 6                         | Kraftwerk in Betrieb 95 MW    | 13° 55′ 13″ N, 89° 49′ 2″ W     |
| Berlin                     | 316 ± 6                         | Kraftwerk in Betrieb 109,4 MW | 13° 30′ 10,5″ N, 88° 31′ 6,2″ W |
| San Vincente               | 228 ± 10                        | Kraftwerk in Planung 180 MW   |                                 |
| Chinameca                  | 210 ± 6                         | Kraftwerk in Planung 110 MW   |                                 |
| San Lorenzo                | 216 ± 22                        | Testbohrung                   |                                 |
| Chipilapa                  | 231 ± 4                         |                               |                                 |
| Caluco                     | 207 ± 25                        |                               |                                 |
| Coatepeque                 | 216 ± 6                         |                               |                                 |
| Chambala                   | 233 ± 10                        |                               |                                 |
| Chilanquera                | 153 ± 20                        |                               |                                 |
| Olomega                    | 163 ± 13                        |                               |                                 |
| Conchagua                  | 180 ± 12                        |                               |                                 |

Daten-Quelle:
Das untersuchte geothermische Potenzial wird nach Angaben der Regierung auf rund 790 MW (Stand 2009) geschätzt. Da die installierte Stromerzeugung aus geothermischen Kapazitäten in El Salvador derzeit 204,4 MW beträgt, ist der Anteil der installierten Leistung in Bezug auf das geothermische Potenzial erst zu rund 25,8 % ausgeschöpft.